# Акміт
Акміт (рос. акмит; англ. acmite, aegirite, aegirine; нім. Ägirin, Akmit) — мінерал, бурий різновид егірину. 

## Загальний опис
Характерні шпилясті кристали. 
Розрізняють: акміт ванадієвий (відміна егірину, у якого частина Fe3+ заміщена V3+).